# Johan Lagerflycht
Johan Lagerflycht, född den 19 april 1701 i Åbo, död där den 11 juli 1774, var en svensk friherre och ämbetsman. Han var son till lagmannen Carl Paulin, adlad Lagerflycht, och brorson till Johan Lillienstedt.
Lagerflycht inskrevs 1719 som auskultant i Svea hovrätt och efter freden 1721 i Åbo hovrätt, där han efter hand befordrades till hovrättsråd och (1747) till vice president. Lagerflycht utnämndes 1760 till riksråd, men skyndade att undanbe sig förtroendet, så snart han, som inte var närvarande vid riksdagen, fått underrättelse om detta. På ständernas rekommendation erhöll han 1762 presidents namn och värdighet samt utnämndes 1768 utan förslag till president i Åbo hovrätt. Lagerflycht blev jämte brodern, kanslirådet Carl Lagerflycht (1707–1773), vid Gustav III:s kröning 1771 upphöjd i friherrligt stånd, men tog, liksom brodern, aldrig inträde på riddarhuset i denna egenskap.